# Slaget vid Blue Licks
Slaget vid Blue Licks var en träffning vilken utkämpades 19 augusti 1782, som en av de sista större sammandrabbningarna under det nordamerikanska frihetskriget. 

## Träffningen
En styrka om 350 lojalistiska jägarsoldater, shawneeeer, lenaper och andra genomförde ett eldöverfall på en styrka om 182 milissoldater från Kentucky. Närmare hälften av milissoldaterna blev kvar på slagfältet. Det var det värsta nederlag som Kentuckymilisen led under frihetskriget.